# Ernst Weyden

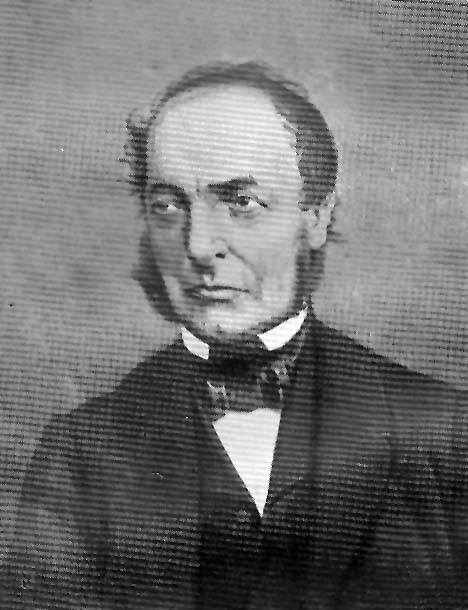
Porträtzeichnung von Ernst Weyden

Ernst Weyden (* 18. Mai 1805 in Köln; † 11. Oktober 1869 in Altona) war ein Kölner Schriftsteller.
Er unterrichtete in der 1828 errichteten Höheren Bürgerschule. In seinem Werk Cölns Vorzeit erschien 1826 die Geschichte von den Heinzelmännchen zu Cöln erstmals in Schriftform.
Er trug auch als Mitglied des  Literaturkränzchens zur „Reform des Kölner Karnevals“ 1823 bei, die im gleichen Jahr auch zur Gründung der „Großen Carnevals-Gesellschaft“ (heutige: „Die Grosse von 1823“) führte. Die Initiative ging wohl von Mitgliedern der Olympischen Gesellschaft Köln, Ferdinand Franz Wallraf, Matthias Joseph de Noël und deren Freundeskreis sowie weiteren Mitgliedern des Literaturkränzchens, die die Ideen für die Festgestaltung lieferten, aus. Hierzu gehörten u. a. Christian Samuel Schier, Johann Baptist Rousseau, Wilhelm Smets, Johann Baptist Farina und Emanuel Ciolina Zanoli. Ab dem Folgejahr trafen sich die Mitglieder der Grossen Carnevals-Gesellschaft jährlich um Neujahr zu einer Generalversammlung, um aus ihren Reihen ein „Festordnendes Comitée“ zu wählen, das die Organisation des folgenden Karnevalsfestes übernehmen sollte.
In Köln-Poll wurde die Ernst-Weyden-Straße nach ihm benannt.

## Werke
- Köln am Rhein vor hundert Jahren, Sittenbilder nebst historischen Andeutungen und sprachlichen Erklärungen, Neudruck des im Jahr 1862 unter dem Titel Köln am Rhein vor fünfzig Jahren erschienenen Buches, Verlag von K.A. Stauff & Cie., Köln 1913,
unverändert wieder herausgegeben und mit einem Nachwort versehen von Max Leo Schwering: Köln am Rhein vor 150 Jahren. Greven Verlag, Köln 1960.
- Cölns Vorzeit. Köln 1826
- Geschichte der Juden in Köln am Rhein von den Römerzeiten bis auf die Gegenwart. Verlag der M. DuMont Schauberg’schen Buchhandlung, Köln 1867[5]